# Діно Різі
Діно Різі (італ. Dino Risi, 23 грудня 1916, Мілан — 7 червня 2008, Рим) — італійський кінорежисер і сценарист, один з найкращих комедіографів.

## Біографія
Різі народився 23 грудня 1916 року в Мілані в родині лікаря. Рано (у 12 років) лишився повним сиротою.
Навчався на лікаря. Саме з лікарським дипломом він за збігом обставин і за протекції М. Солдаті потрапив асистентом на знімальний майданчик його дебютої стрічки «Джакомо-ідеаліст».
У 1952 році Різі зняв свій перший повнометражний художній фільм.
Різі вважався майстром італійських комедій. Серед більш ніж 50 його робіт — відомий у всьому світі фільм «Запах жінки», номінований на Оскар у 1976 році. Також він відзняв такі відомі стрічки, як «Хліб, любов і...», «Красиві, але бідні», «Журналіст із Рима», «Операція „Святий Януарій“» тощо.
У Різі знімалося багато знаменитих італійських кінозірок, у тому числі Софі Лорен, Уго Тоньяцці, Вітторіо Гассман тощо.
У 2002 році на Венеційському кінофестивалі Різі був відзначений його нагородою — йому вручили «Золотий лев» за внесок у кінематограф.
7 червня 2008 року відомий італійський кінорежисер помер на 92-му році життя у своєму будинку в Римі.

## Фільмографія
- 1951: «Канікули з ґанґстером»[it] — Vacanze col gangster
- 1953: «Проспект надії»[it] — Il viale della speranza
- 1955: «Знак Венери» — Il segno di Venere
- 1955: «Хліб, любов і...» — Pane, amore e…
- 1959: «Удівець» — Il Vedovo
- 1960: «Кохання в Римі» — Un amore a Roma
- 1961: «Важке життя» — Una Vita difficile
- 1962: «Обгін» — Il Sorpasso
- 1963: «Чудовиська» — I mostri
- 1965: «Лялечки» — Le bambole
- 1965: «Комплекси» — I complessi, епізод «Вирішальний день»
- 1966: «Операція «Святий Януарій»» — Operazione San Gennaro
- 1970: «Дружина священика» — La moglie del prete
- 1971: «Іменем італійського народу» — In nome del popolo italiano
- 1974: «Запах жінки» — Profumo di donna
- 1977: «Нові чудовиська» — I nuovi mostri
- 1977: «Загублена душа» — Anima persa
- 1980: «Я фотогенічний» — Sono fotogenico
- 1981: «Привид кохання» — Fantasma d'amore
- 1990: «Не буду вас турбувати»[it] — Tolgo il disturbo
- 1996: «Молода та гарна»[it] — Giovani e belli